# Supercopa de la CAF 2018
La Supercopa de la CAF 2018  fue la 26.ª edición de la Supercopa de la CAF. El encuentro organizado por la Confederación Africana de Fútbol fue disputado entre el vencedor de la Liga de Campeones de la CAF y el vencedor de la Copa Confederación de la CAF.
El partido se disputó entre el Wydad Casablanca de Marruecos, campeón de la Liga de Campeones de la CAF 2017, y el TP Mazembe de RD Coongo, vencedor de la Copa Confederación de la CAF 2017, el encuentro fue disputado en el Estadio Mohammed V de la ciudad de Casablanca, Marruecos, el 24 de febrero de 2018.
Wydad Casablanca ganó el partido 1–0, ganando su primer título de la Supercopa de la CAF.

## Participantes
- Wydad Casablanca
- TP Mazembe

## Estadio
| Casablanca         | Casablanca |
| ------------------ | ---------- |
| Estadio Mohammed V | Casablanca |

## Partido
| 24 de febrero de 2018 | Wydad Casablanca | 1-0     | TP Mazembe | Estadio Mohammed V, Casablanca, |                           |
| 11:30                 | Tighazoui 83'    | Reporte |            | Árbitro(s): Janny Sikazwe       | Árbitro(s): Janny Sikazwe |